# Aire urbaine de Baume-les-Dames
 (juin 2025).
Motif : Non respect de Wikipédia:Notoriété des collectivités locales et divisions administratives françaises.
- Archive Wikiwix
- Bing
- Cairn
- DuckDuckGo
- E. Universalis
- Gallica
- Google
- G. Books
- G. News
- G. Scholar
- Persée
- Qwant
- (zh) Baidu
- (ru) Yandex
- (wd) trouver des œuvres sur Wikidata

| 1. | Préciser le motif de la pose du bandeau. | Précisez le motif de la pose du bandeau en utilisant la syntaxe suivante : {{admissibilité à vérifier\|date=juin 2025\|motif=remplacez ce texte par le motif}}                                       |
| 2. | Informer les utilisateurs concernés.     | Pensez à avertir le créateur de l'article, par exemple, en insérant le code ci-dessous sur sa page de discussion : {{subst:avertissement admissibilité à vérifier\|Aire urbaine de Baume-les-Dames}} |

L'aire urbaine de Baume-les-Dames est une aire urbaine française centrée sur la ville de Baume-les-Dames, dans le département du Doubs et la région Bourgogne-Franche-Comté.
Composée des communes de Baume-les-Dames, Hyèvre-Magny et Hyèvre-Paroisse, elle comptait 5 410 habitants en 2016.